# 不謌思戯モノユカシー
『不謌思戯モノユカシー』（ふかしぎモノユカシー）は、sasakure.UKの4枚目のオリジナルアルバム。2015年12月2日にU/M/A/Aから発売された。
sasakure.UK自身が考案したストーリーをもとに、作中の登場人物や出来事をモチーフとした楽曲の数々を音で綴るプロジェクトとしてスタートし、前作「摩訶摩謌モノモノシー」と同じ世界観を共有する続編として制作。SF(ササクレ・フィクション)によって描かれたアヤカシ奇譚完結編とされる。ボーカルには、ニンテンドー3DS用ソフト「セブンスドラゴンIII code:VFD」(SEGA) の主題歌/挿入歌でフィーチャリングしたAnnabelや、lasah、そらこ、ピリオのほか、動画共有サイトを中心に活動するあやぽんず＊、すぃといった新たな面々、音声合成ソフトVOCALOIDのGUMIやIA、UTAUの重音テトを起用。ジャケットのイラストは、3rdアルバム「トンデモ未来空奏図」で、収録曲「アンチグラビティーズ」を漫画で書き下ろしたアニメーション作家植草航が担当。

## 収録曲
（全作詞・作曲・編曲：sasakure.UK）
初回生産限定盤のみ、DVDと特典（「妖禍子日記」ノート、「祓妖護符」ICカードステッカー、「一魄石」ストラップ）付き
Disc1(CD)
1. ようこそ、不謌思戯
2. ピンボケ世怪平和 feat. Annabel
3. ポンコツディストーカー feat. IA
4. クレイマーズ↑ハイ feat. あやぽんず＊
5. n o u r
6. ゴースト・ライト feat. 重音テト
7. ヤチヨノ子守唄 feat. そらこ
8. ウバワレタモノ feat. lasah
9. 阡年と螺旋、散るものを feat. すぃ
10. 百鬼夜行(MillionGhostWander)
11. ki ki kai kai feat. GUMI
12. ア(マ)ヤカシ・モノガナシィ feat. ピリオ
13. …to mo da ti ?
14. ガラテアの螺旋
15. 閃鋼のブリューナク feat. ピリオ

Disc2(DVD) (初回盤のみ)
1. tig-hug feat. GUMI [Music Video]
2. ネコソギマターバップ feat. 重音テト [Music Video]
3. ポンコツディストーカー feat. IA [Music Video]
4. 百鬼夜行(MillionGhostWander) [Music Video]
5. ガラテアの螺旋 [Game Movie]
6. 閃鋼のブリューナク feat. ピリオ [Game Movie]

## あらすじ
舞台は、とある町のとある中学校。
ぱっとしない毎日を過ごし、人生を悲観していたケイ少年が、その日あった嫌な出来事をすべて空想の妖怪の仕業にし、鬱憤を晴らすかのように書き溜めていた一冊の日記。すべてはそこから始まった―。
古から畏怖とともに各地で語り継がれる異形の存在「妖禍子(アヤカシ)」。生徒たちの間でまことしやかに囁かれている噂話、裏山の朽ちた神社に住む謎の神様「トドノツマリ様」。
そして、突然現れた謎の転校生。
やがて、徐々に世界の境界が崩れ始める…。
日記に描かれた空想の妖怪たちは現世へと現れ、未曾有の災厄が招かれようとしている中、ケイ少年と彼をとりかこむ世界に隠されていた真実が、遂に明らかとなってゆく。